# Madrugada (banda)
Madrugada é uma banda norueguesa, formada em Stokmarknes, em 1999, por Frode Jacobsen (baixo), Sivert Høyem (voz)  e Robert Burås (guitarra). 
A 12 de Julho de 2007, o guitarrista Robert Burås é encontrado morto no seu apartamento, aos 31 anos. A banda lança em 2008 o sexto álbum, a que chamam simplesmente Madrugada. O  futuro da banda a partir daí, permanece incerto.
Em 2018 a banda Madrugada se reuniu novamente e vai realizar dois shows em fevereiro de 2019, tocando o primeiro álbum da banda "Industrial Silence" que foi lançado em 1999.

## Discografia
- Industrial Silence (1999)
- The Nightly Disease (2001)
- Grit (2002)
- The Deep End (2005)
- Live at Tralfamadore (2005)
- Madrugada (2008)
- The Best of (2010)
- "Chimes at Midnight» (2022)